# Eric Eller
Eric Eller (* 26. Februar 1988 in Wangen im Allgäu) ist ein deutscher Psychologe und Professor für Wirtschafts- und Medienpsychologie an der Technischen Hochschule Ingolstadt (THI).
Seit 2022 leitet er dort den Studiengang Medienpsychologie und Digital Business an der THI Business School. Seine wissenschaftliche Arbeit beschäftigt sich mit Themen aus der Vertrauensforschung, Risikomanagement, Risk Culture, Behavioral Design, Behavioral Economics sowie Entscheidungspsychologie und der Psychologie der Führung  sowie sozialer Interaktionen.

## Leben
Eller studierte von 2008 bis 2014 Psychologie sowie Wirtschafts-, Organisations- und Sozialpsychologie an der Ludwig-Maximilians-Universität München. Von 2014 bis 2018 promovierte er bei Dieter Frey am Lehrstuhl für Sozialpsychologie der LMU und forschte zu psychologischen Aspekten von Entscheidungen und Risikomanagement.
Beruflich war Eller in verschiedenen Positionen tätig: Zuerst als Risk Manager & Underwriter bei Munich Re (2013–2018). Anschließend arbeitete er bei Swiss Re als Vice President Innovation (2018–2019), bevor er als Senior Managing Consultant zur Unternehmensberatung elaboratum wechselte. Seit 2022 ist er Professor und Studiengangleiter für Medienpsychologie und Digital Business an der THI.

## Forschung
Die Forschung von Eric Eller ist an der Schnittstelle von Psychologie, Wirtschaft und Gesellschaft angesiedelt. Ein Schwerpunkt liegt auf der Untersuchung menschlichen Entscheidungsverhaltens in komplexen und unsicheren Situationen. Dabei werden sowohl individuelle als auch organisationale Perspektiven berücksichtigt. Seine Arbeiten verbinden sozialpsychologische Grundlagen mit anwendungsorientierten Perspektiven, insbesondere im Hinblick auf Vertrauen, Risiko und Entscheidungsverhalten. Methodisch verfolgt Eller einen interdisziplinären Ansatz und bezieht unter anderem Konzepte aus der Verhaltensökonomik, dem Risikomanagement sowie dem digitalen Design ein.
Die folgenden Schwerpunkte geben einen strukturierten Überblick über seine zentralen Forschungsfelder.

### Psychologie des Vertrauens
Ein Schwerpunkt seiner Arbeit liegt im Bereich der Psychologie des Vertrauens. Dabei untersucht er, unter welchen Bedingungen Vertrauen innerhalb von Organisationen sowie zwischen Unternehmen und Kunden entsteht. Ziel der Forschung ist es, psychologische Mechanismen zu identifizieren, die beim Aufbau und Erhalt vertrauensvoller Beziehungen eine Rolle spielen.

### Risikomanagement und Risk Culture
Im Themenfeld Risikomanagement befasst sich Eller mit psychologischen Faktoren, die Entscheidungsprozesse in Organisationen im Umgang mit Unsicherheit beeinflussen. In diesem Zusammenhang analysiert er unter anderem kulturelle Rahmenbedingungen, die das Risikoverhalten innerhalb von Unternehmen prägen, und entwickelt theoretische Modelle zur Beschreibung entsprechender Dynamiken.

### Behavioral Design
Im Bereich des Behavioral Design untersucht Eller, wie Entscheidungsumgebungen gestaltet werden können, um bestimmte Verhaltensweisen zu begünstigen. Dies umfasst unter anderem die Analyse digitaler Geschäftsprozesse und E-Commerce-Anwendungen unter psychologischen Gesichtspunkten.

### Behavioral Economics und Entscheidungspsychologie
Eller befasst sich mit kognitiven Verzerrungen und Entscheidungsheuristiken, wie sie in der Verhaltensökonomik beschrieben werden. Seine Forschung zielt darauf ab, diese Erkenntnisse für praxisorientierte Fragestellungen in Bereichen wie Marketing, Unternehmensführung und Risikomanagement nutzbar zu machen.

### Psychologie der Führung und sozialen Interaktionen
Ein weiterer Forschungsbereich betrifft die Psychologie der Führung und sozialen Interaktionen in Organisationen. Hier untersucht Eller unter anderem, welche psychologischen Prozesse Vertrauen innerhalb von Teams fördern und wie soziale Dynamiken in betrieblichen Kontexten wirken.

## Mitgliedschaften
Eric Eller ist Mitglied in verschiedenen  wissenschaftlichen Gesellschaften und Organisationen:
- Deutsche Gesellschaft für Psychologie (DGPS)
- Global Association of Applied Behavioural Scientists (GAABS)
- Studienstiftung des deutschen Volkes Alumni
- German Speakers Association (GSA)

## Veröffentlichungen (Auswahl)
Eller ist Autor mehrerer wissenschaftlicher Publikationen, darunter Fachartikel, Buchkapitel und Monografien. Seine Arbeiten behandeln vor allem Themen wie Vertrauen, Risiko, Entscheidungsverhalten und Führung aus psychologischer Perspektive.
Bücher
- Eric Eller: Vertrauensarchitektur: Wie Vertrauen entsteht und wie Unternehmen die richtigen Kund:innenerlebnisse dafür schaffen. 1. Auflage. Vahlen, München 2022, ISBN 978-3-8006-6712-3.

Wissenschaftliche Artikel (peer-reviewed)
- Bernhard Streicher, Moritz Bielefeld, Eric Eller: The Risk Culture Framework: Introducing an Integrative Framework for Holistic Risk Analysis. In: SAGE Open. Nr. 8, 2023, S. 1–24.
- Eric Eller, R. Hofmann, J. O. Schwarz: The Customer Foresight Territory. In: Marketing Review St. Gallen. Nr. 7, 2020, S. 888–895.
- Eric Eller, Dieter Frey: Führung ist Vertrauensarbeit. In: Weiterbildung. Nr. 2, 2023, S. 28–31.

Buchkapitel
- Eric Eller, Christine Hennighausen: Digital Trust Management. In: Lars Fend, Jürgen Hofmann (Hrsg.): Digitalisierung in Industrie-, Handels- und Dienstleistungsunternehmen. 4. Auflage. Springer Gabler, 2024, S. 373–391.
- Eric Eller, Jasper Appel: Die Entwicklung von Vertrauen in Organisationen. In: Marc Knoppe (Hrsg.): Unternehmerische Wertschöpfung neu aufstellen. 1. Auflage. Springer Gabler, 2024, S. 267–280.
- Eric Eller: Die neue Architektur des Vertrauens: Nachhaltige Kund:innen-Beziehungen schaffen mit System. In: Joachim Stalph, Philipp Spreer, Dimitrios Haratsis (Hrsg.): R-Commerce: Wie die digitalen Champions von morgen mit neuen Datenstrategien echte Kundenbeziehungen aufbauen. 1. Auflage. Springer, 2023, ISBN 978-3-658-42054-3, S. 100–130, DOI:10.1007/978-3-658-42054-3.
- Eric Eller: Vertrauen als Fundament starker Stakeholder-Beziehungen. Wie Unternehmen Vertrauen entwickeln können und welche Rolle die Unternehmensreputation dabei spielt. In: Ulrich, Bihler (Hrsg.): Wirkungsmechanismen im Reputationsmanagement: Die Bedeutung neurowissenschaftlicher und psychologischer Erkenntnisse für den Aufbau des guten Rufs. 1. Auflage. Springer, 2023, S. 56–65.
- Eric Eller, Philipp Spreer: Die kundenzentrierte Organisation der Zukunft. In: Alexandra, Alexandra Hildebrandt, Werner Neumüller (Hrsg.): Bauchgefühl im Management. 1. Auflage. Springer, 2021, S. 127–134.
- Eric Eller, D. Frey: The Group Effect: Social Influences on Risk Analysis and Decision Making. In: M. Raue, E. Lermer, B. Streicher (Hrsg.): Psychological Perspectives on Risk and Risk Analysis: Theory, Models, and Applications. 1. Auflage. Springer, 2019, S. 131–150.
- Eric Eller, P. Fischer, E. Lermer, U. Voß: Führen und Entscheiden: Einflussfaktoren kennen, Fehler vermeiden. In: B. Korda, K. Oechslein, T. Prescher (Hrsg.): Das große Handbuch Personal & Führung in der Kita. Carl Link, 2018, S. 127–144.